# Bathgate (Dakota du Nord)
Pour les articles homonymes, voir Bathgate (homonymie).
La ville de Bathgate est située dans le comté de Pembina, dans l’État du Dakota du Nord, aux États-Unis. Lors du recensement de 2010, sa population s’élevait à 43 habitants.

## Histoire
Bathgate a été fondée en 1881.

## Démographie
| Groupe            | Bathgate | Dakota du Nord | États-Unis |
| ----------------- | -------- | -------------- | ---------- |
| Blancs            | 95,3     | 90,0           | 72,4       |
| Amérindiens       | 4,7      | 5,4            | 0,9        |
| Autres            | 0        | 4,6            | 26,7       |
| Total             | 100      | 100            | 100        |
|                   |          |                |            |
| Latino-Américains | 2,3      | 2,0            | 16,7       |

Selon l'American Community Survey, pour la période 2011-2015, 100 % de la population âgée de plus de 5 ans déclare parler l'anglais à la maison.
| 1890 | 1900 | 1910 | 1920 | 1930 | 1940 |
| ---- | ---- | ---- | ---- | ---- | ---- |
| 377  | 641  | 328  | 352  | 292  | 312  |

| 1950 | 1960 | 1970 | 1980 | 1990 | 2000 |
| ---- | ---- | ---- | ---- | ---- | ---- |
| 209  | 175  | 133  | 67   | 75   | 66   |

| 2010 | - | - | - | - | - |
| ---- | - | - | - | - | - |
| 43   | - | - | - | - | - |

## Source
- (en) Cet article est partiellement ou en totalité issu de l’article de Wikipédia en anglais intitulé « Bathgate, North Dakota » (voir la liste des auteurs).

1. ↑  (en) « Population of North Dakota - Census 2010 and 2000 », sur censusviewer.com.
2. ↑  (en) « Bathgate, ND Population - Census 2010 and 2000 », sur censusviewer.com.
3. ↑  (en) « Language spoken at home by ability to speak English for the population 5 years and over », sur factfinder.census.gov.
4. ↑  (en) « Statistiques des États-Unis - Dakota du nord - Profils des comtés de 2010 » (consulté en juin 2021)